# William Perkins

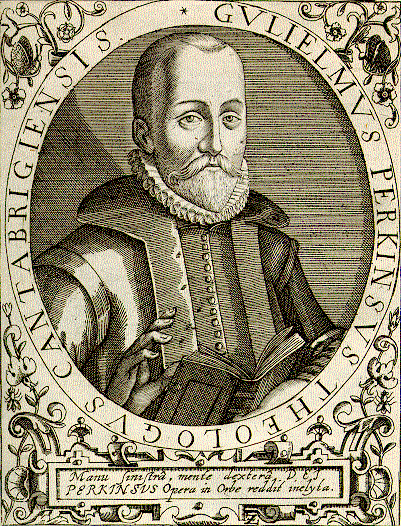
William Perkins.

William Perkins (Marston Jabbett, Warwickshire, 1558 — 1602) foi um clérigo e teólogo inglês, considerado um dos maiores líderes do Puritanismo na Igreja da Inglaterra durante o período elisabetano. Apesar de não concordar com todas as práticas eclesiásticas da Igreja da Inglaterra, Perkins submeteu-se a muitas das políticas e procedimentos impostos pelo Arranjo Religioso Elisabetano, ao mesmo tempo em que se mostrava simpático aos puritanos não-conformistas.
Perkins foi um autor prolífico, tendo escrito mais de quarenta obras, muitas das quais foram publicadas postumamente. Além disso, foi professor no Christ's College e conferencista na St. Andrew's Church, em Cambridge. Ela era proponente da teologia reformada, particularmente da teologia supralapsariana de Teodoro de Beza, além de ter sido um árduo defensor dos ideais protestantes, em especial dos Cinco Solas.

## Início da vida
William Perkins, filho de Thomas e Anna Perkins, nasceu no hamtlet de Marston Jabbett, no condado de Warwickshire, Inglaterra. Perkins nasceu em 1558, ano em que a protestante Isabel I sucedeu sua irmã católica Maria I como Rainha da Inglaterra. Perkins viveu toda sua vida sob Isabel I, morrendo em 1602, ano anterior à morte da rainha.
O relacionamento de Perkins com Elisabete I era ambíguo: por um lado, chamava-a de 'Boa Rainha Bess', a monarca que havia finalmente garantido à Inglaterra seu status de nação protestante. Por outro lado, Perkins e os outros membros do movimento puritano sentiam-se frustrados porque acreditavam que a reforma religiosa elisabetana não havia avançado suficientemente no sentido de reformar a Igreja inglesa como um todo, entendendo que a Reforma religiosa inglesa estava "pela metade".
Pouco se sabe da infância de Perkins. Sua família tinha, evidentemente, algumas posses consideráveis, visto que em junho de 1577, aos 19 anos, Perkins foi inscrito como titular do Christ's College, em Cambridge, pelo qual receberia o seu bacharelado em 1581 e seu mestrado em 1584.
Segundo uma história inverificável, Perkins convenceu-se de que vivia de maneira condenável e imoral depois de ouvir uma mãe dizer ao filho, quando era estudante em Cambridge: "Segure sua língua, ou eu vou lhe dar para aquele beberrão do Perkins ali." Seja a história verdadeira ou não, é seguro dizer que William Perkins passou por uma transformação religiosa particular em algum momento entre 1581 e 1584.
Perkins, após seu despertamento religioso, começou um relacionamento duradouro com a ala puritana moderada da Igreja da Inglaterra, que era seguidora de uma perspectiva teológica semelhante a dos teólogos calvinistas do continente como Teodoro de Beza, Girolamo Zanchi e Zacharias Ursinus. O círculo de Perkins em Cambridge incluía Laurence Chaderton e Richard Greenham.

## Perkins como clérigo e professor em Cambridge
Depois de sua ordenação, Perkins pregou seu primeiros sermões aos prisioneiros de uma cadeia em Cambridge. Numa ocasião, Perkins encontrou um jovem que havia sido condenado à morte por seus crimes e temia que em breve estaria no inferno: Perkins convenceu o homem que, através de Cristo, Deus poderia perdoar os pecados dele e, como resultado, o homem teria enfrentado sua execução com a consciência tranquila.
Em 1584. após receber seu mestrado, Perkins foi eleito professor do Christ's College, posto que manteve até 1594. Em 1585, tornou-se professor da igreja St. Andrew's the Great, em Cambridge, posição que ocupou até sua morte.

## A teologia de Perkins
Como um puritano moderado, Perkins opunha-se firmemente aos não-conformistas e outros grupos separatistas que se recusavam a conformar à Igreja da Inglaterra. Por outro lado, ele também se opôs ao programa elisabetano que impunha uma uniformidade estrita na Igreja. Prova disto é que, quando Francis Johnson foi aprisionado a mando do Arcebispo da Cantuária John Whitgift, pelo fato de Johnson ser partidário do sistema presbiteriano de governo da igreja, Perkins defendeu publicamente o prisioneiro.
Em 13 de janeiro de 1587, Perkins pregou um sermão denunciado a prática de se receber a comunhão ajoelhado, pelo qual foi convocado pelas autoridades.
Perkins defendia a ideia de dupla predestinação e foi um importante divulgador das ideias de Teodoro de Beza na Inglaterra. Ele via o conceito reformado de Teologia da Aliança como importante doutrina.

## Influência
Apesar de não ser muito conhecido pelos cristãos modernos, Perkins influenciou diretamente a teologia protestante do mundo todo. 

## Morte
Em 1602, Perkins foi acometido de cálculo. Após sofrer por várias semanas, morreu aos 44 anos de idade.
James Montagu foi responsável pelo sermão em seu funeral, no qual pregou tendo como base o texto bíblico de Josué 1:2, "Moisés, meu servo, está morto". Perkins foi enterrado na St. Andrew's Church, igreja que pastoreou durante dezoito anos.